# Orione (torpediniera)
L'Orione è stata una torpediniera o avviso scorta della Regia Marina, e successivamente una fregata della Marina Militare.

## Storia
Nel suo iniziale periodo di servizio la nave subì una riclassificazione: già nel 1938, infatti, anno della sua entrata in servizio, la nave, inizialmente classificata avviso scorta, subì la riclassificazione a torpediniera.

### Seconda guerra mondiale
Alla data dell'ingresso dell'Italia nella seconda guerra mondiale (10 giugno 1940) l'Orione faceva parte della VI Squadriglia Torpediniere di base a Napoli, che formava insieme alle gemelle Orsa, Procione e Pegaso. Successivamente la formazione prese nome di XIV Squadriglia o IV Squadriglia.

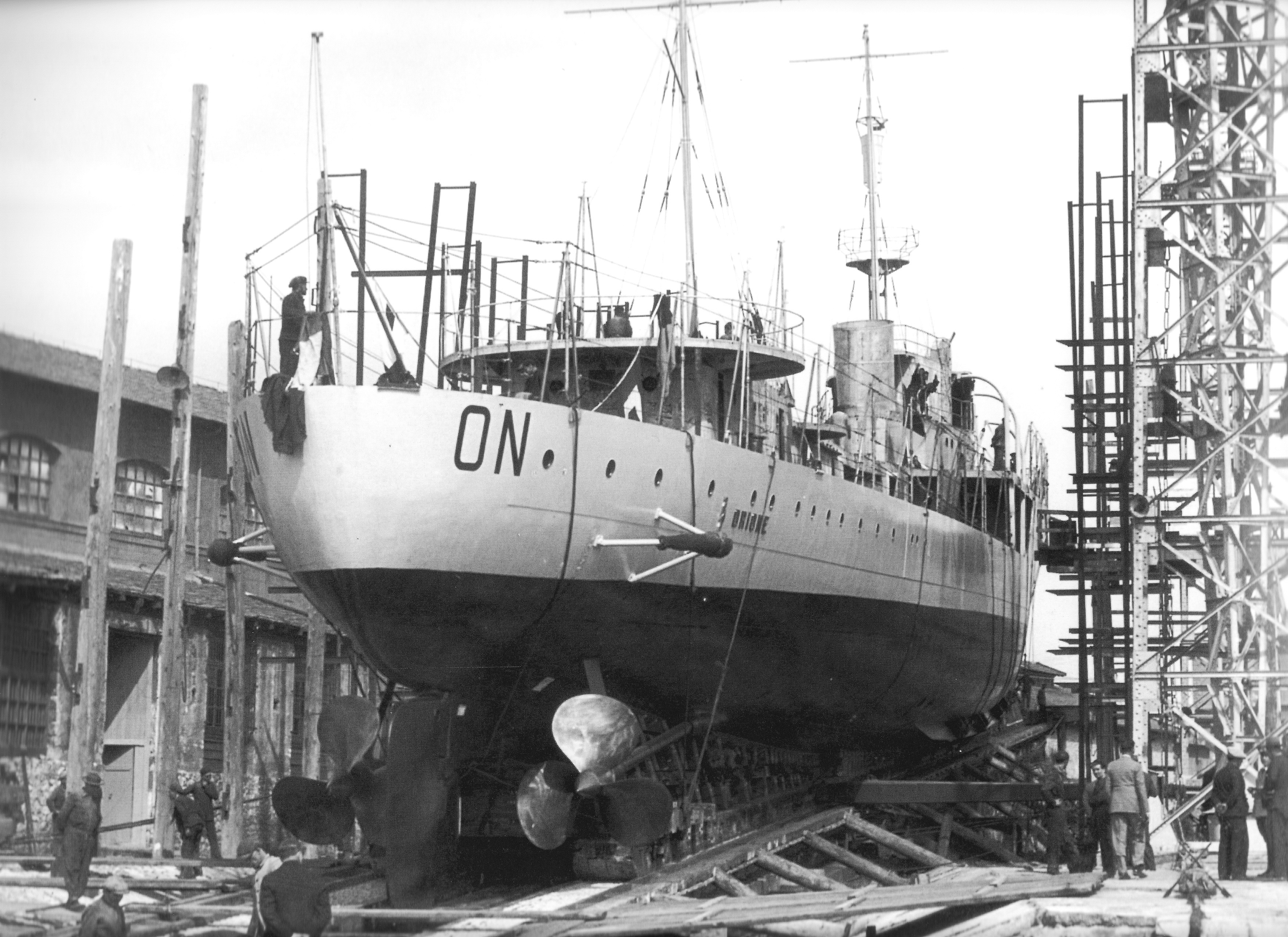
L'Orione sugli scali del cantiere navale di Palermo

Essendo, con le tre unità gemelle, una delle pochissime navi della Regia Marina appositamente progettate per il compito di scorta ai convogli ed essendo in grado di trascorrere lunghi periodi in mare), durante il conflitto la nave ebbe intenso impiego sulle rotte per il Nordafrica.
Il 2 luglio 1940 Orsa, Procione, Orione e Pegaso scortarono da Tripoli a Napoli (navigazione di ritorno) l'Esperia e il Victoria.
Il 6 luglio l'Orione prese parte alla scorta del primo convoglio di grosse dimensioni per la Libia (operazione denominata "TCM"): salpato da Napoli alle 19.45, il convoglio era formato dai trasporti truppe Esperia e Calitea (che trasportavano rispettivamente 1571 e 619 militari) e dalle moderne motonavi da carico Marco Foscarini, Francesco Barbaro – quest'ultima aggiuntasi il 7 luglio proveniente da Catania con la scorta delle torpediniere Abba e Pilo – e Vettor Pisani (il cui carico constava in tutto di 232 veicoli, 5720 t di combustibili e lubrificanti e 10.445 t di altri materiali); insieme alle quattro unità della XIV Squadriglia Torpediniere scortavano il convoglio anche gli incrociatori leggeri Bande Nere e Colleoni e la X Squadriglia Cacciatorpediniere (Maestrale, Grecale, Libeccio, Scirocco. Le navi giunsero indenni a Bengasi, porto di arrivo, l'8 luglio').
Alle 06:00 del 19 luglio l'Orione, con le unità della propria squadriglia, lasciò Bengasi per scortare sulla rotta di ritorno verso Napoli un convoglio composto dai mercantili Esperia, Calitea, Marco Foscarini, Francesco Barbaro e Vettor Pisani: il convoglio arrivò indenne nel porto partenopeo, poco dopo la mezzanotte del 21 luglio.
Il 27 luglio le unità Orsa, Procione, Orione e Pegaso funsero da scorta di un convoglio in navigazione da Napoli a Tripoli nel corso dell'operazione «Trasporto Veloce Lento» (il convoglio era formato dai mercantili Maria Eugenia, Gloriastella, Mauly, Bainsizza, Col di Lana, Francesco Barbaro e Città di Bari): rinforzate nella scorta dall'arrivo dei cacciatorpediniere Maestrale, Grecale, Libeccio e Scirocco, le unità giunsero in porto senza danni il 1º agosto, eludendo anche un attacco da parte del sommergibile britannico Oswald (attacco effettuato il 30 luglio).
Tra il 1940 ed il 1941 l'Orione, così come le unità gemelle, venne sottoposta a lavori in seguito ai quali vennero eliminate le 8 mitragliere da 13,2 mm, rimpiazzate da altrettante armi da 20/65 mm.
Il 27 gennaio 1941 la torpediniera recuperò i superstiti del piroscafo tedesco Ingo, affondato da aerosiluranti britannici dell'830° Squadron in posizione 34°27' N e 14°11' E, al largo di Capo Bon. L'indomani la nave fornì assistenza ad un altro piroscafo tedesco, il Duisburg, silurato dal sommergibile HMS Upholder, fino all'arrivo di un rimorchiatore che trainò la nave danneggiata a Tripoli.
Il 24 febbraio scortò da Napoli a Tripoli, insieme ai cacciatorpediniere Saetta, Baleno, Geniere e Camicia Nera ed alla torpediniera Aldebaran, i trasporti truppe Marco Polo, Conte Rosso, Esperia e Victoria. Come scorta indiretta si aggiungevano gli incrociatori leggeri Diaz e Bande Nere ed i cacciatorpediniere Ascari e Corazziere: l'indomani il sommergibile britannico Upright silurò il Diaz, che s'inabissò in posizione 34°33' N e 11°45' E, trascinando con sé la maggior parte del proprio equipaggio.
Dal 1° al 3 marzo Orione, Pegaso e una terza torpediniera, la Clio, scortarono da Napoli a Tripoli un convoglio (piroscafi Amsterdam, Castellon, Maritza e Ruhr) carico di rifornimenti per l'Afrika Korps. Il viaggio si svolse senza problemi.
Dal 5 al 7 marzo l'Orione e la Pegaso, insieme all'incrociatore ausiliario Ramb III, scortarono il convoglio di ritorno (Tripoli-Napoli) dei piroscafi Castellon, Ruhr e Maritza.
Dall'8 al 10 aprile le torpediniere Procione, Cigno ed Orione scortarono da Napoli a Tripoli un convoglio composto dai mercantili Leverkusen, Wachtfels, Arcturus, Ernesto e Castellon con a bordo reparti dell'Afrika Korps: il viaggio si svolse senza problemi.
Il 18 aprile 1941 l'Orione, inviata da «Marilibia» con compiti di scorta alla nave cisterna Luisiano, si unì insieme ad essa ad un convoglio in navigazione da Palermo a Tripoli (torpediniere La Farina, Calliope, Mosto e Climene – quest'ultima aggiuntasi anch'essa in un secondo tempo –, piroscafi Isarco, Nicolò Odero e Maddalena Odero e nave cisterna Alberto Fassio, anch'essa aggregatasi in seguito): il convoglio giunse indenne a destinazione il 21 aprile.
Il 30 aprile la nave appartenne, insieme ai cacciatorpediniere Euro e Fulmine ed alle torpediniere Castore e Procione), alla scorta di un convoglio formato dai trasporti Birmania, Marburg, Reichenfels, Rialto e Kybfels in navigazione da Augusta e Messina per la Libia carichi di rifornimenti per l'Afrika Korps; sebbene attaccato da aerei e sommergibili il 1º maggio, il convoglio non subì danni.
Dal 4 al 5 maggio la nave scortò da Napoli a Tripoli, insieme ai cacciatorpediniere Vivaldi, da Noli e Malocello ed alle torpediniere Pegaso e Cassiopea, un convoglio composto dai trasporti truppe Victoria e Calitea e dalle motonavi merci Andrea Gritti, Barbarigo, Sebastiano Venier, Marco Foscarini ed Ankara.
Il 12 maggio l'Orione partì da Tripoli di scorta, insieme alle torpediniere Clio e Pegaso, ai piroscafi Maddalena Odero e Nicolò Odero. Alle 20.30 dello stesso giorno, al largo della costa tripolina, la Pegaso effettuò una caccia antisom che potrebbe aver portato all'affondamento del sommergibile HMS Undaunted.
L'8 dicembre 1941 la torpediniera venne attaccata dal sommergibile britannico Talisman in posizione 38°00′N 20°28′E, ma riuscì a evitare i siluri.
Pochi giorni dopo l'Orione si rese protagonista di un drammatico caso di «fuoco amico». Alle sei di sera del 16 dicembre la torpediniera salpò da Suda, senza essere stata informata della presenza in zona di sommergibili italo-tedeschi. Perciò, quando, alle 21.44, un sommergibile non identificato con rotta verso nord, fu avvistato dalla nave italiana, il comandante ritenne che si trattasse di un'unità subacquea britannica e portò la nave contro di esso, per speronarlo: centrato, il sommergibile s'inabissò all'istante con tutto l'equipaggio di 43 uomini, in posizione 35°31′N 23°19′E (nel canale di Cerigotto, ad ovest di Creta). In realtà il sommergibile affondato era l'U 557. Solo dopo le 22:00 l'Orione, che stava rientrando in porto con la prua danneggiata per lo speronamento, ricevette, ormai troppo tardi, la comunicazione della presenza in zona dell'U-Boot.
Il 17 agosto 1942 scortò da Bengasi verso Brindisi, insieme ai cacciatorpediniere da Recco e Saetta ed alla torpediniera Castore, le moderne motonavi Nino Bixio e Sestriere; quando – alle 15.35 – la Bixio venne gravemente danneggiata da due siluri del sommergibile HMS Turbulent (aveva a bordo 2921 prigionieri e vi furono 434 morti), l'Orione fornì assistenza alla nave colpita, mentre il Saetta la prese a rimorchio e la condusse a Navarino con un traino durato oltre ventiquattr'ore.
Il 27 agosto l'Orione fu inviata in missione di caccia antisommergibile nelle acque di Creta, in concomitanza con il passaggio di un convoglio diretto in Libia (due trasporti, un cacciatorpediniere e due torpediniere), che fu tuttavia attaccato da unità subacquee subendo la perdita della motonave Manfredo Camperio.
Alle 14.30 del 30 novembre dello stesso anno l'Orione salpò da Napoli per scortare in Tunisia il convoglio «B» (piroscafi Arlesiana, Achille Lauro, Campania, Menes e Lisboa) insieme alle torpediniere Sirio, Groppo e Pallade; alla scorta furono successivamente aggregati anche la torpediniera Uragano (alle 17.10 del 1º dicembre) e la X Squadriglia Cacciatorpediniere (Maestrale, Grecale ed Ascari, aggiuntisi alle 19.35 dello stesso giorno), ma il convoglio fu comunque fatto rientrare alla notizia dell'uscita in mare della Forza Q britannica (incrociatori leggeri Aurora, Sirius ed Argonaut, cacciatorpediniere canadesi Quiberon e Quentin), che poi, nella notte del 2 dicembre, intercettò e distrusse il convoglio «H», che invece era stato fatto proseguire.
Nel 1943 l'Orione venne riclassificata torpediniera di scorta. La nave venne inoltre dotata, in seguito a nuovi lavori, di altre 3 mitragliere da 20/70 mm e di un radar tipo «Fu.Mo. 21/40», di produzione tedesca.
Nella prima mattina del 20 febbraio 1943 l'Orione ed un'altra torpediniera, l'Animoso, salparono da Napoli per scortare a Biserta la nave cisterna Thorsheimer (carica di 13.000 tonnellate di carburante) ed il piroscafo Fabriano (con a bordo truppe e 1700 tonnellate di provviste e munizioni); la scorta fu poi rafforzata con l'invio di una terza torpediniera, la Pegaso. Alle 19.40 di quel giorno il convoglio evitò senza danni un primo attacco da parte di bombardieri e aerosiluranti, ma durante la successiva sosta a Trapani un attacco aereo notturno colpì il Fabriano, obbligandolo a restare in porto. La petroliera con le tre torpediniere di scorta ripartì nel mattino del 21 ma subito dopo la partenza venne mitragliata da aerei, con il ferimento a morte del comandante ma nessun serio danno materiale; sopraggiunse poi una poderosa scorta di 14 aerei (10 caccia della Luftwaffe e 4 idrovolanti della Regia Aeronautica). Alle 14.25, una ventina di miglia a meridione di Marettimo, il convoglio fu assalito da otto bombardieri britannici, scortati da 12 caccia: colpita da due bombe (una delle quali però rimasta inesplosa), la Thorsheimer rimase immobilizzata con incendio a bordo. Mentre laPegaso e 'Animoso fornivano assistenza alla nave colpita, l'Orione ne recuperò l'equipaggio e rientrò quindi a Trapani (in un successivo attacco aereo la Thorsheimer venne colpita da aerosiluranti ed esplose).
Nella notte del 17 febbraio 1943 la torpediniera bombardò con cariche di profondità, senza ottenere risultati, il sommergibile polacco Dzik, che aveva attaccato con tre siluri il mercantile che l'Orione stava scortando al largo di Capo Milazzo.
Nel settembre 1943 l'Orione, agli ordini del comandante Bertetti, faceva parte del Gruppo Torpediniere di La Spezia, cui appartenevano anche le torpediniere Impetuoso, Libra, Pegaso, Ardimentoso e Orsa.
In seguito all'annuncio dell'armistizio, nella prima mattina del 9 settembre 1943, la nave salpò da La Spezia insieme a Pegaso, Orsa, Ardimentoso e Impetuoso, seguita, ad un'ora di distanza, dal resto della squadra navale (corazzate Italia, Vittorio Veneto e Roma, incrociatori leggeri Attilio Regolo, Eugenio di Savoia, Montecuccoli, cacciatorpediniere Artigliere, Fuciliere, Legionario, Carabiniere, Mitragliere, Velite, Grecale, Oriani) per dirigere alla Maddalena. Alle 8.40 le cinque torpediniere avvistarono la squadra da battaglia (cui alle 6.15 si erano aggregati anche gli incrociatori Duca dAosta, Duca degli Abruzzi e Garibaldi e la torpediniera Libra, provenienti da Genova), ponendosi in avanguardia rispetto ad essa, ed alle 10.30, in seguito all'avvistamento di ricognitori tedeschi, si unirono ad essa, procedendo a zig zag. Poco dopo mezzogiorno le torpediniere giunsero nelle acque prospicienti La Maddalena, ma a quel punto ricevettero la comunicazione che la base stava venendo occupata dai tedeschi: le navi dovettero quindi invertire la rotta insieme al resto della flotta, che diresse a nord dell'Asinara. Alle 15.15 del 9 settembre, tuttavia, la formazione fu attaccata da bombardieri Dornier Do 217 tedeschi: dapprima fu leggermente danneggiata la corazzata Italia (da una bomba caduta vicino allo scafo), poi, alle 15.42, la corazzata Roma fu raggiunta da una bomba-razzo che, perforati tutti i ponti, scoppiò sotto la chiglia provocando gravi danni tra i quali una falla nello scafo, danni alle artiglierie contraeree e un locale macchine fuori uso (con riduzione della velocità a 16 nodi); dieci minuti più tardi la stessa nave fu centrata da una seconda bomba in corrispondenza di un deposito munizioni: devastata da una colossale deflagrazione, la Roma si capovolse ed affondò, spezzandosi in due, in 19 minuti, portando con sé 1393 uomini.
Durante l'attacco aereo l'Orione, come anche la Libra, perse il contatto con l'unità caposquadriglia, la Pegaso, la cui apparecchiatura radio ad onde ultracorte era andata in avaria. Dunque la nave non partecipò alle operazioni di soccorso dei naufraghi della Roma, proseguì insieme al resto della squadra da battaglia verso Malta, ove la flotta si sarebbe consegnata agli Alleati. Nella mattinata del 10 settembre Orione e Libra fecero tappa a Bona, dove si rifornirono; ripartite nel tardo pomeriggio, giunsero a Malta il 12 settembre, ormeggiandosi a Marsa Scirocco. Il 13 settembre le due torpediniere, insieme ad altre unità, si portarono nella Baia di San Paolo, per rientrare a Marsa Scirocco qualche giorno dopo. Il 4 ottobre 1943 Orione, Libra ed una terza torpediniera, la Calliope, lasciarono Malta insieme a svariate altre navi e rientrarono in Italia.

### Servizio nella Marina Militare
Nel dopoguerra l'Orione e la gemella Orsa prestarono servizio nella neonata Marina Militare italiana. Negli anni 1950 le due unità vennero riclassificate fregate antisommergibili e sottoposte a profondi lavori di rimodernamento, (svoltisi per l'Orione tra il 1953 e il 1954), che videro importanti modifiche alle sovrastrutture e soprattutto all'arm]mento: rimase un singolo pezzo 100/47, le mitragliere Breda 20/65 Mod. 1935 e Scotti-Isotta-Fraschini 20/70 furono rimosse e sostituite da 4 cannoni contraerei da Bofors da 40 mm, due dei quattro lanciabombe di profondità vennero rimpiazzati da altrettanti scaricabombe, i tubi lanciasiluri vennero eliminati e fu inoltre imbarcato un lanciatore antisommergibili "Porcospino". Con l'introduzione della classificazione NATO l'Orione assunse il distintivo ottico "F 559".
Nel 1957-1958 le due unità cessarono l'impiego di squadra e vennero invece assegnate a compiti di rimorchio bersagli: a tale scopo venne eliminato il rimanente cannone da 100/47 (situato a poppa), sostituito con un'apparecchiatura ottica detta «pollaio» (che consentiva l'osservazione degli scarti del tiro contro bersagli rimorchiati) ed a prua fu collocata una catapulta per lanciare aerei-bersaglio radiocomandati («B.R.C.»). Sempre a proravia della plancia fu costruita una tuga di ridotte dimensioni nella quale sarebbero stati alloggiati i radiobersagli.
In tale servizio Orione ed Orsa avevano a disposizione un solo equipaggio in due, quindi furono impiegate ad alternanza.
Nel 1961, durante un'esercitazione speciale con le strumentazioni di bordo disattivate, a 45 miglia da Taranto, l'Orione speronò accidentalmente il cacciatorpediniere Indomito, con la morte di un marinaio, il sottocapo guardia Bensi di Milano; entrambe le unità riportarono seri danni, l'Orione, in particolare, ebbe la prua distrutta e una nuova zona prodiera venne poi ricostruita nell'Arsenale di Taranto e applicata allo scafo dell'Orione il 21 gennaio 1963.
Radiata il 1º gennaio 1965, l'Orione venne avviata alla demolizione.